# Cistanthe grandiflora
Cistanthe grandiflora (Lindl.) Schltdl.,1841, conosciuta comunemente come doquilla o zampa di guanaco, è una pianta della famiglia delle Montiacee, endemica del Cile.

## Descrizione
È una pianta erbacea biennale con le foglie raggruppate alla base del tallo, carnose e ovaloidi. Ha i fiori rosati di circa 6 cm di diametro, in grappoli. Le piante raggiungono i 50 cm di altezza.

## Tassonomia
Cistanthe grandiflora è stata descritta da John Lindley e Diederich von Schlechtendal in Hortus Halensis (1841).
Il Sistema Cronquist (1981) assegnava il genere Cistanthe alle Portulacacee mentre la moderna classificazione APG lo colloca tra le Montiacee.